# IC 4963
IC 4963 — галактика типу Sa (спіральна галактика) у сузір'ї Телескоп.
Цей об'єкт міститься в оригінальній редакції індексного каталогу.